# Jean Peyrot
Pour les articles homonymes, voir Peyrot.
Pour l’article ayant un titre homophone, voir Jean Perraud.
Jean Peyrot est un homme politique et un médecin français né le 19 novembre 1843 à Périgueux et décédé le 11 novembre 1917 dans le 9e arrondissement de Paris.
Interne des hôpitaux de Paris en 1869, il participe à la guerre de 1870 dans les ambulances. Docteur en médecine en 1876, il devient prosecteur à l'école de Médecine en 1877 et chirurgien en 1878 et enfin professeur agrégé en 1880. Il est élu à l'académie de chirurgie en 1880 et à l'académie de Médecine en 1898. Il est chez de service dans plusieurs hôpitaux parisiens, Bicètre en 1886, Tenon en 1887 et Lariboisière en 1888.
Après un premier échec en 1901, il est élu sénateur de la Dordogne en 1903, battant Samuel Pozzi, son confrère médecin. Il reste en poste jusqu'à sa mort en 1917. Il siège au groupe de la Gauche démocratique.

## Musée d'art et d'archéologie du Périgord
- Par Geneviève Granger (1877 - 1967) : Portrait du docteur Jean Peyrot[3].

## Sources
- « Jean Peyrot », dans le Dictionnaire des parlementaires français (1889-1940), sous la direction de Jean Jolly, PUF, 1960 [détail de l’édition]